# Априловская гимназия
Национальная априловская гимназия (болг. Националната Априловска гимназия) — гимназия с гуманитарным и иностранным уклоном в городе Габрово (Болгария).
Она была основана как первая светская школа в Болгарии в 1835 году, работая без каких-либо перерывов и поныне. В части её здания расположен Национальный музей образования. Гимназия была объявлена памятником культуры в 1979 году.
Априловская гимназия входит в число самых элитных средних учебных заведений страны. Ныне она носит имя своего основателя Василия Априлова, который впервые ввёл в Болгарии систему взаимного обучения вместо прежних монастырских школ. Это обстоятельство делает Априловскую гимназию первой болгарской светской школой. Она была образована и поддерживалась за счёт благотворительного фонда, созданного Априловым, членами которого также являлись Николай Палаузов и многие другие габровцы.

## История

### Основание

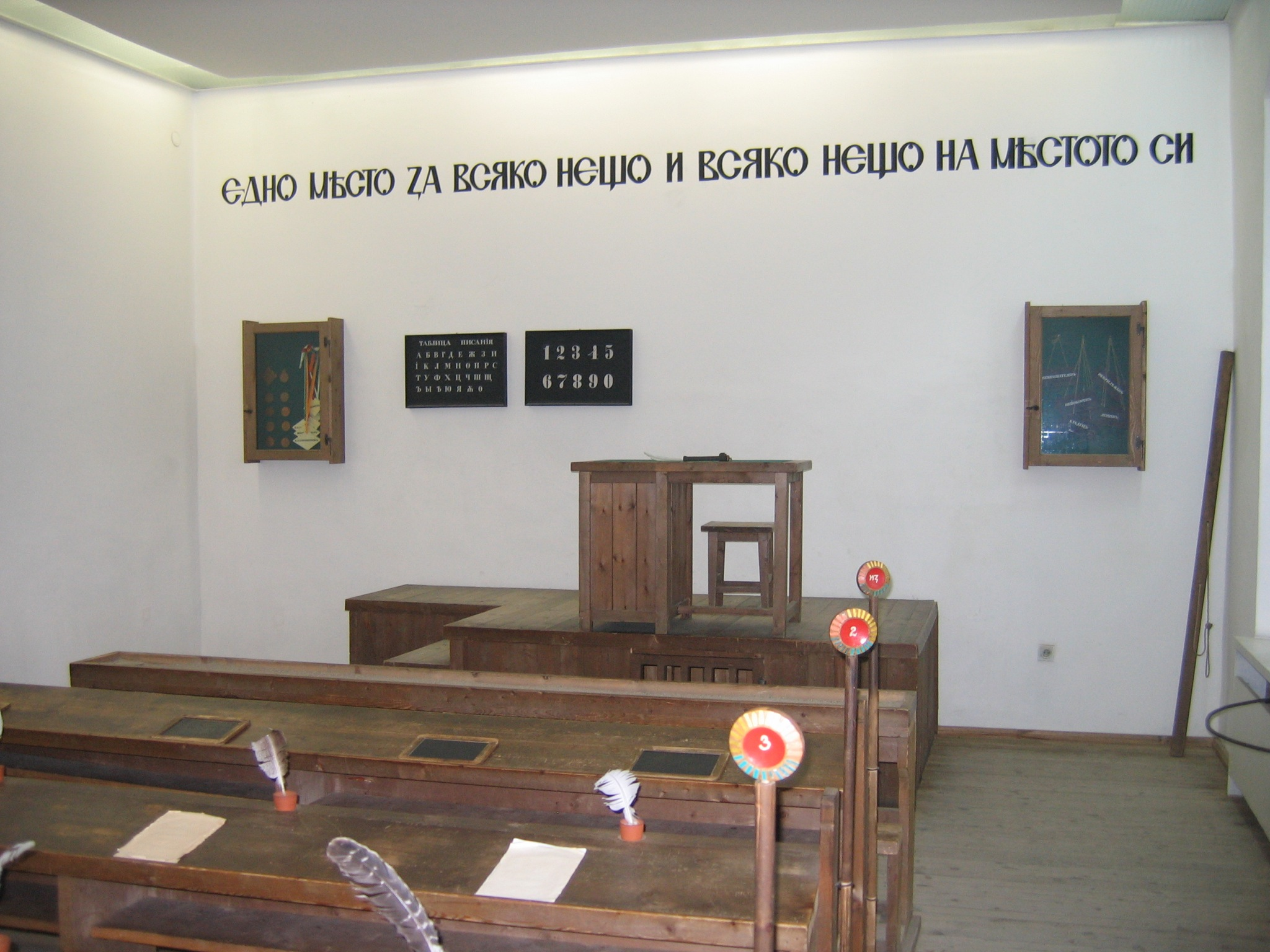
Реконструкция класса эпохи Болгарского национального возрождения.

В начале XIX века образование на болгарских землях происходило в основном в монастырских школах. Школа, основанная Априловом, стала первой, которая соответствовала системе взаимного обучения. В течение следующих лет в других болгарских селениях были основаны ещё 12 таких школ. Первым преподавателем и директором школы был Неофит Рильский, который ещё до её основания изучал способы применения системы взаимного обучения и написал по этому вопросу несколько пособий.
В 1872 году школа стала гимназией, а с 1881 года получила имя своего основателя, Василия Априлова.
В 1935 году известный габровский врач, общественный деятель, краевед и благотворитель Петр Цончев пожертвовал Априловской гимназии 100 тысяч левов на создания фонда для бедных школьников.
11 марта 1937 года Стоянка Иванова Калпазанова-Цончева, жена Петра Цончева, пожертвовала Априловской гимназии 300 тысяч левов для строительства гимнастического зала («Дом для телесного воспитания»), который используется по назначению и ныне, и музея во дворе гимназии.

### С 1987 года
В 1988 году учреждение приобрело новый статус, став гимназией с гуманитарным профилем, в котором углублённо изучаются такие предметы, как литература, история, философия и искусство. Первоначальная программа обучения содержала элементы классического образования, такие как изучение старославянского и латинского языков, истории культуры и истории философии. Спустя несколько лет изучение древних языков было исключено из программы за счёт большего внимания изучению иностранных языков.
В 1992 году, после превращения его в государственное, учебное заведение получило своё нынешнее название — Национальной априловской гимназии. В то время она размещалась в здании Математической гимназии. В 1996 году общинным советом Габрово было принято решение о возвращении Априловской гимназии в её историческое здание в центре города, в котором в предыдущие несколько десятилетий размещался Национальный музей образования, основанный в 1973 году. 9 февраля 1998 года президент Болгарии Пётр Стоянов вместе с главой Габрово Николаем Дачевым открыли отреставрированное историческое здание Априловской гимназии в качестве действующего учебного заведения. Это произошло после 25-летнего перерыва в деятельности этого здания как школы. С 1992 по 1996 год шло объединение двух государственных заведений: Априловской гимназии и Национального музея образования в «Национальную априловскую гимназию с музеем образования». С тех пор музей располагается в западном крыле здания гимназии.
По случаю 175-летия своего основания, в 2010 году, Априловская гимназия получила почетный знак президента Республики Болгария «за продолжение национальной образовательной традиции и за замечательные достижения в современном учебном процессе».

## Образовательный профиль
В настоящее время гимназия принимает учеников в три языковых и два гуманитарных класса. Основными преподаваемыми иностранными языками являются английский и немецкий, а в качестве вторых языков выступают французский и греческий. Гуманитарными дисциплинами служат болгарский язык и литература, а также история. Также распространены многочисленные специализированные и внеклассные формы обучения.
На протяжении многих лет выпускники гимназии становились лауреатами престижных национальных и международных соревнований среди школьников. Согласно её же данным 95% её выпускников продолжают своё образование в высших учебных заведениях.

## Априловские дни культуры
С начала 1990-х годов школа является организатором Априловских дней культуры, которые проводятся ежегодно во второй половине мая. Они включают в себя школьные семинары, театральные представления, концерты, литературные чтения. Традиционно они заканчиваются выпускным вечером.

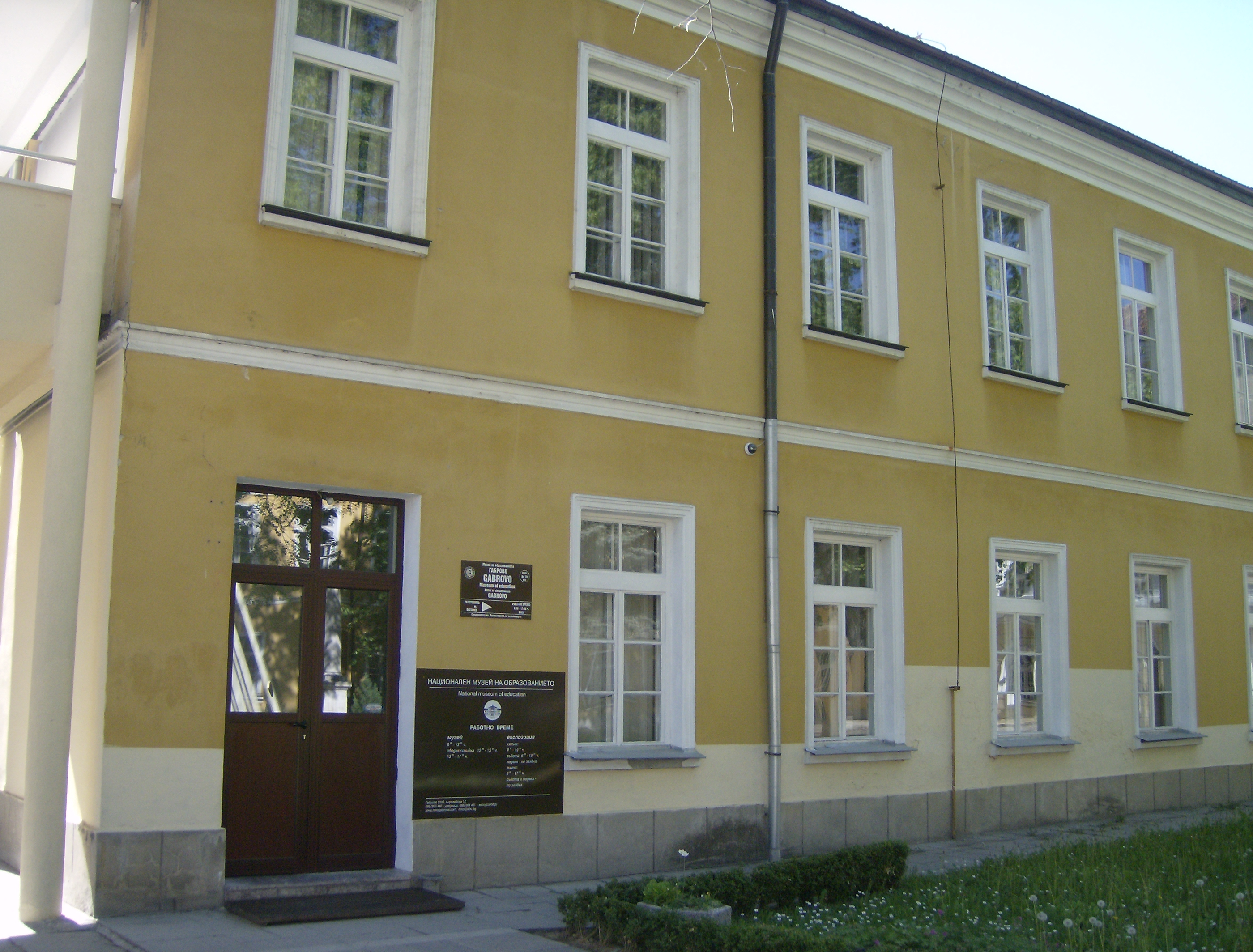
Национальный музей образования